# Iznassen
La región de Beni Iznassen (en lenguas bereberes: ⴰⵢⵜ ⵉⵣⵏⴰⵙⵏ, romanizado: Ait Iznassen; en árabe: بني سناسن‎, romanizado: Beni Snassen) es una región montañosa de baja altitud del noreste de Marruecos, que limita con la provincia de Berkan (excepto Saidia), el norte de la provincia de Uchda, el norte de la provincia de Taourirt), al noroeste de la frontera cerrada entre Marruecos y Argelia, a 400 km al este de Rabat, la capital del país.
Los Montes de Beni Iznassen dan durante 34 km en dirección este-oeste. El punto más alto es Jebel Fourhal, a 1.509 metros sobre el nivel del mar.

## Habitantes
Desde hace más de dos siglos, es el territorio de la tribu bereber zenata arabizada de los Beni Iznassen. La población habla principalmente árabe y tarifit.
En 1940, el gobierno de Franco exigió la anexión de los Beni Snassen a España. Un memorando de entendimiento firmado en 1925 entre los dirigentes franceses y españoles al final de la guerra del Rif preveía su transferencia a España. Pero en 1940, los diplomáticos franceses se negaron a desprenderse de este territorio, de importancia estratégica porque corría a lo largo de la frontera oriental con Oranie, codiciada entonces por el régimen de Franco. El 29 de agosto de 1940, Paul Baudouin, ministro de Asuntos Exteriores de Vichy, propuso, para poner fin a las presiones de los nacionalistas españoles, cederles el Béni Snassen en cuanto se estableciera la paz general en Europa. La cesión nunca tuvo lugar.

## Clima
El clima es frío y seco. La temperatura promedio es de 20 °C. El mes más caluroso es agosto, con 31 °C, y el más frío es enero, con 9 °C. La precipitación media es de 402 milímetros al año. El mes más lluvioso es noviembre, con 63 milímetros de lluvia, y el más seco es julio, con 4 milímetros.

## Ciudades

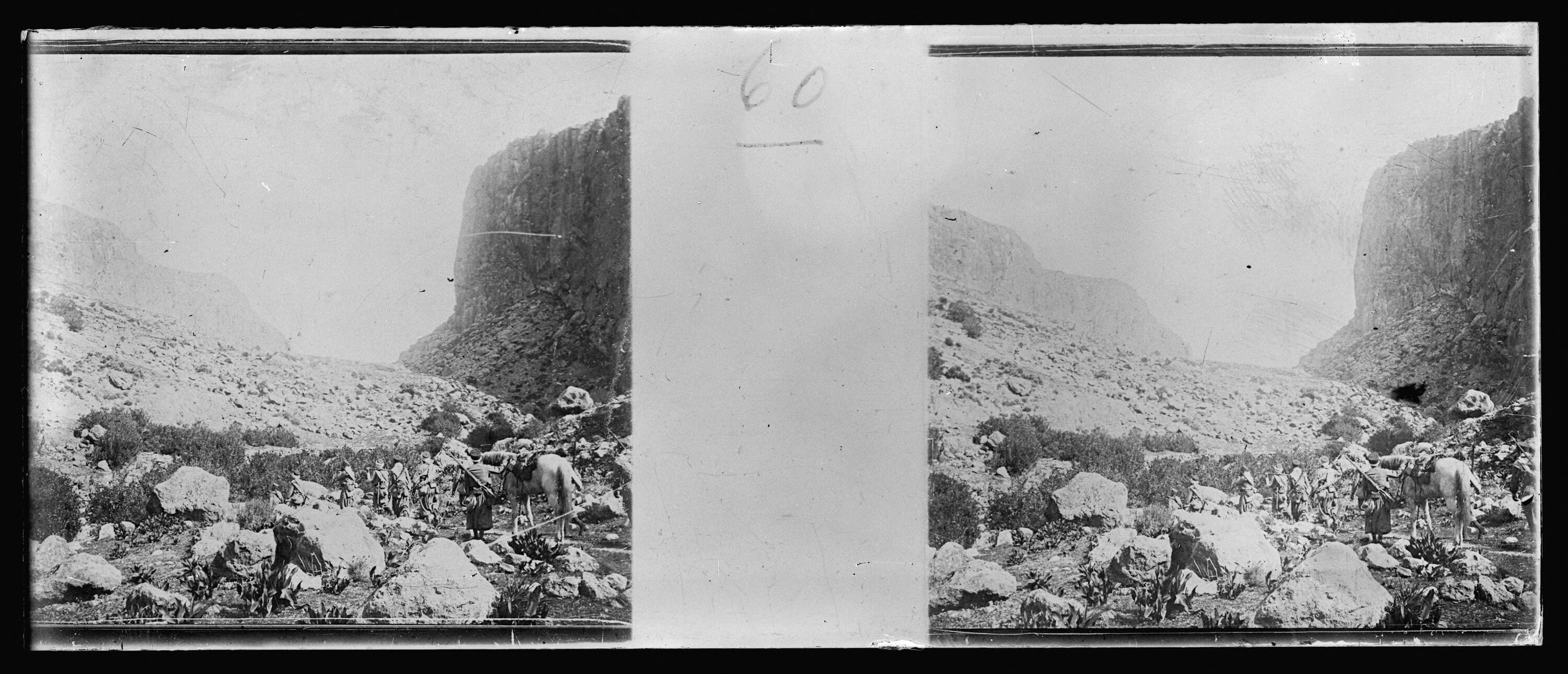
Macizo de Beni Znassen, 1912 - 1922.

Las ciudades y pueblos rurales más importantes de la región de Beni-Snassen son:

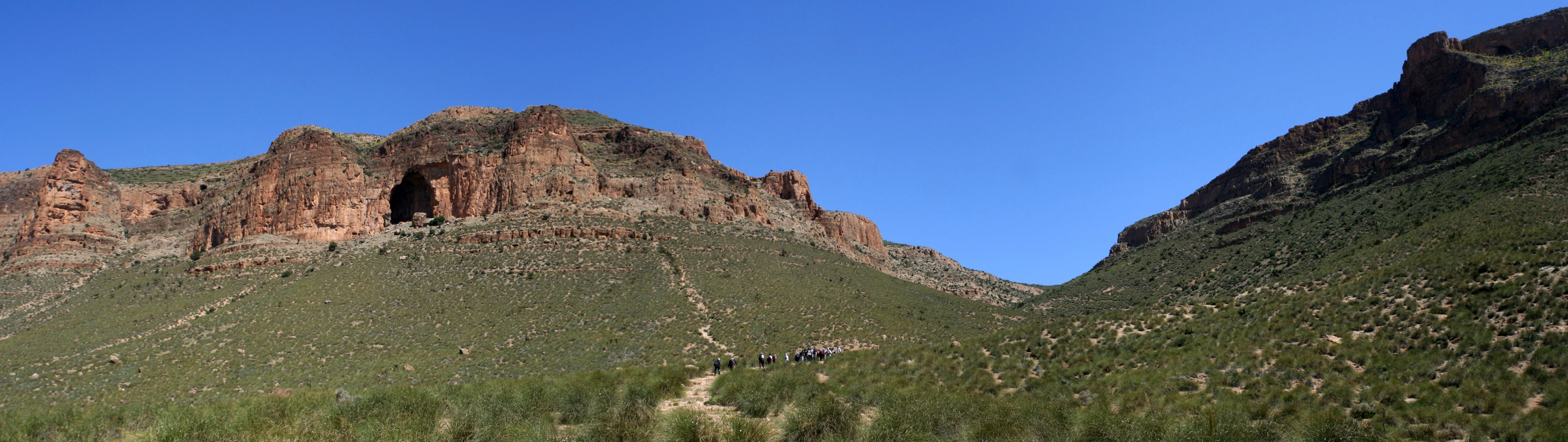
Montañas de la región de Iznassen.

- Beni Drar (بني درار)
- 'Ain Sfa (عين صفا)
- Beni Jaled (بني خالد)
- Ahfir (احفير)
- Aghbal (اغبال)
- 'Aichoun (عيشون)
- 'Ain Reggada (عين ركادة)
- Lemris (لمريس)
- La'tamna (لعتمنة)
- Cafemaure (كافيمور)
- Fezouane (فزوان)Montañas de la región de Iznassen.

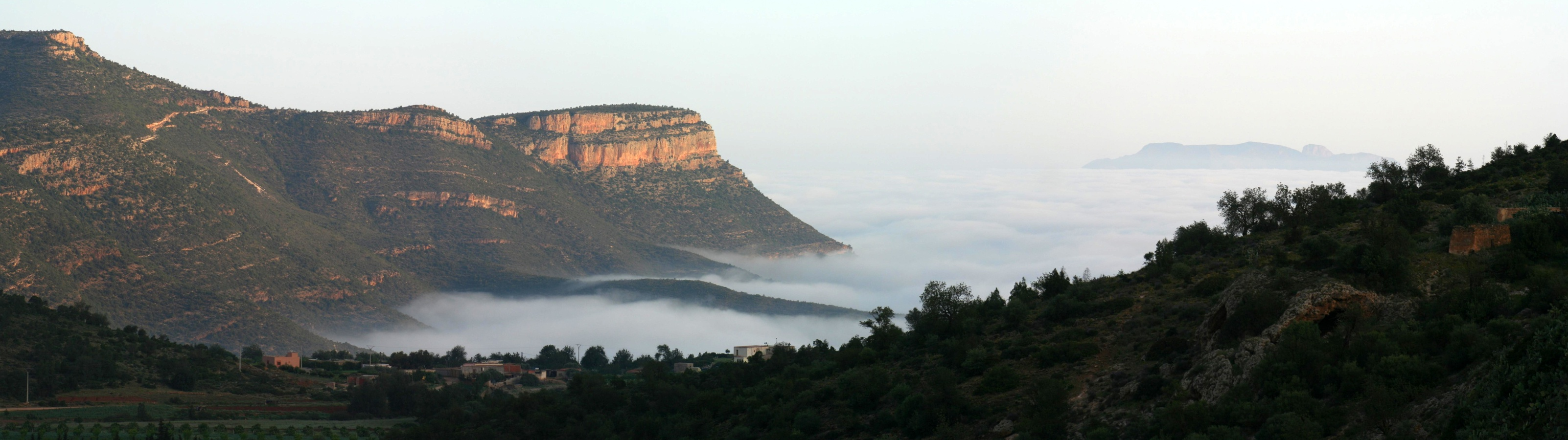
Vista de las montañas de Iznassen.

- Berkane (بركان)
- Madagh (مداغ)
- Chara'a (شراعة)Vista de las montañas de Iznassen.
- Aklim (اكليم)
- Zegzel (زكزل)
- Mahjouba (محجوبة)
- Tafoughalt (تفوغالت)